# Захват Виго (1719)
Захват Виго (англ. Capture of Vigo), также известный как британская экспедиция в Виго и Понтеведру, произошел в октябре 1719 года во время Войны четверного альянса, когда британская экспедиция высадилась на побережье Испании. Затем после некоторого сопротивления англичане захватили города Виго, Редондела и Понтеведра и оккупировали их в течение десяти дней, уничтожив или захватив большое количество военных складов, прежде чем отступить.

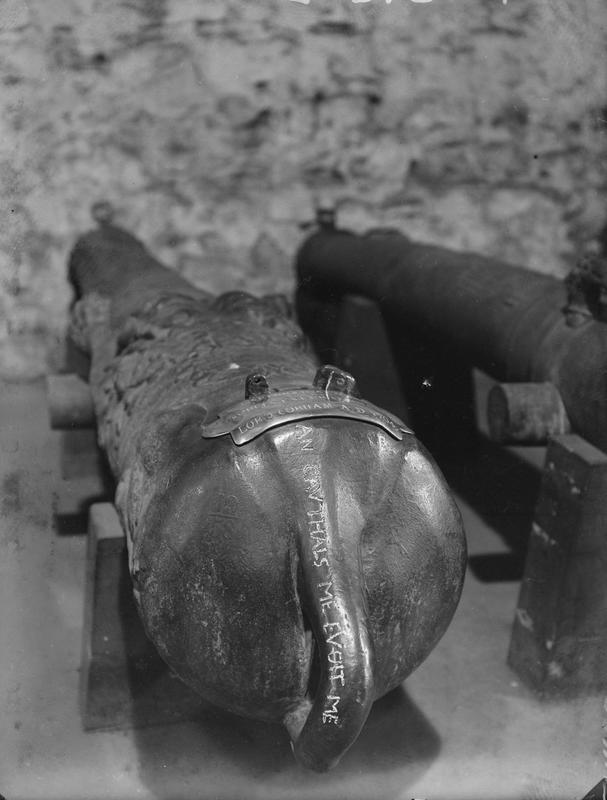
Бронзовая пушка, захваченная в Виго, выставленная в лондонском Тауэре.

Участие Испании в восстании якобитов в 1719 году привело к высадке испанских войск в Шотландии, чтобы помочь восстанию, но они потерпели поражение в битве при Гленшиле. Британские силы были готовы нанести ответный удар по Испании. Экспедиция находилась под общим командованием лорда Кобэма с военно-морскими силами под командованием вице-адмирала Джеймса Майгелса, в состав которых входили линейный корабль и три фрегата. Было несколько транспортов и канонерских лодок с 6000 солдатами под командованием генерал-майора Дж. Уэйда. Экспедиция также была предназначена для того, чтобы продемонстрировать испанцам, что союзные войска могут с легкостью нанести удар вдоль их уязвимой береговой линии, и была скоординирована с французским наступлением на восточную Испанию в надежде, что это вынудит Испанию сесть за стол переговоров.
21 сентября британская экспедиция покинула Фалмут и через восемь дней прибыла в Виго. Флот сразу же вошел в гавань и высадил войска на берегу примерно в трех милях от города. 1 октября армия заняла сильную позицию под стенами форта Сан-Себастьян напротив форта Кастро, расположенного на возвышенности, контролирующего город и гавань. Вечером бригадный генерал Филип Ханивуд с 800 солдатами начал штурм Сан-Себастьяна и застал испанских защитников врасплох; они заклепали свои орудия и отступили к цитадели. В течение недели англичане доставили на берег сорок мортир, с которых начали обстрел цитадели. 10 октября цитадель подверглась сильной бомбардировке, и испанцы сдались. В самом Виго было захвачено или уничтожено большое количество орудий, стрелкового оружия и боеприпасов, а также склады. Кроме того, в гавани было захвачено семь кораблей, три из которых были приспособлены для каперской войны.
10 октября Кобхэм приказал генерал-майору Джорджу Уэйду с 1000 солдат и морских пехотинцев на борту четырёх транспортов отправиться в залив Понтеведра. Высадка была произведена 14 октября, и британцы преодолели сопротивление испанцев и захватили форт Марин, защищавший город, а затем и саму Понтеведру. Было заколочено 86 орудий разного калибра и сожжен арсенал.
После того, как добилось полного успеха, британское командование решило, что нет смысла удерживать этот район, так как было нанесено достаточно ущерба, чтобы воспрепятствовать дальнейшим попыткам испанцев атаковать Британские острова, и 26 октября флот отплыл в Англию. 11 ноября вице-адмирал Майгелс прибыл в Фалмут с большей частью транспортов. Добыча была огромной — всего было привезено домой 190 железных и 30 бронзовых тяжелых орудий, 10 000 ружей, 2 000 бочек с порохом и другие припасы.
В результате британской экспедиции испанские власти осознали, насколько они уязвимы для десантных высадок союзников с возможностью открытия нового фронта вдали от французской границы.